# Сеченьи, Бела
Граф Бела Иштван Мария Сеченьи (венг. Széchenyi Béla; 3 февраля 1837, Пешт — 2 декабря 1918, Будапешт) — венгерский путешественник, картограф, член Венского географического общества (с 1904).

## Биография
Представитель венгерского дворянского рода Сеченьи, сыгравшего существенную роль в культурном, экономическом и техническом развитии венгерской нации в XIX веке.
Старший сын Иштвана Сеченьи. 
Образование получил в университетах Берлина и Бонна.
С 1861 года — член Венгерского парламента. Активно выступал за равенство в правах евреев в Австрийской империи.
В 1855—1857 годах путешествовал по Англии, Франции и Италии, в 1858 году посетил Балканы и берега Греции. В 1863 году совершил поездку в Северную Америку, о чём рассказал в своей работе Amerikai utam (Meine amerikanische Reise, Pest 1865). В 1865—1870 годах четырежды побывал в Алжире, в 1874 году участвовал в раскопках в районе озера Фертё-Ханшаг, с 1877 по 1880 год в сопровождении нескольких учёных был в Китае и Юго-Восточной Азии.
Получил известность, как путешественник и исследователь Индии, Индокитая, Японии, Китая, Индонезии, западной Монголии, Тибета, Сомали, Океании и России.
Первым дал описание некоторых районов Индии, изучал вулканические районы Центральной Явы, Калимантана (Борнео), Японии, Южного Китая, полуострова Индокитай. В 1893 году опубликовал на немецком языке отчёт о своих путешествиях. Результаты его исследований были опубликованы в изданиях Венгерской академии наук.

## Семья
22 января 1870 года женился на графине Ханне Эрдёди, в браке родилось двое дочерей:
- Алиса (1871—1945) — замужем за венгерским политиком, дворянином Тибором Телеки (1871—1942), сын Ласло Телеки (1912–1962) и дочь Ханна Телеки
- Иоганна (1872—1957) — замужем за графом Лайошем Каройи из Надькаройи (1872—1965).